# Photo interdite d'une bourgeoise
Pour plus de détails, voir Fiche technique et Distribution.
Photo interdite d'une bourgeoise (Le foto proibite di una signora per bene) est un giallo italien réalisé par Luciano Ercoli et sorti en 1970.

## Synopsis
Peter, un industriel très pris par son travail, est marié à Minou, une femme prude et insatisfaite. Tout l'inverse de sa meilleure amie Dominique, une jeune femme libérée et sensuelle. Parmi ses activités favorites, les jeux érotiques aux cours desquels elle se fait photographier en compagnie de ses amants. Un jour, Minou est accostée par un étranger qui accuse Peter de meurtre. Il propose à Minou de se donner à lui en échange de son silence...

## Fiche technique
- Titre original : Le foto proibite di una signora per bene
- Titre français : Photo interdite d'une bourgeoise
- Réalisation : Luciano Ercoli
- Scénario : Ernesto Gastaldi
- Photographie : Alejandro Ulloa
- Montage : Luciano Ercoli
- Musique : Ennio Morricone
- Pays d'origine : Italie
- Format : Couleurs - 2,35:1 - Mono
- Genre : Giallo
- Durée : 93 minutes
- Dates de sortie :
  - Italie : 19 novembre 1970
  - France : 10 mai 1972

## Distribution
- Dagmar Lassander : Minou
- Pier Paolo Capponi : Peter
- Simon Andreu : le maitre chanteur
- Nieves Navarro : Dominique
- Osvaldo Genazzani : Frank le commissaire
- Salvador Huguet : George